# Kelių priežiūra
Kelių priežiūra (deutsch Straßenerhaltung) ist ein litauisches Staatsunternehmen, das sowohl für den Neubau als auch für die Erhaltung überörtlicher Straßen in Litauen zuständig ist und von der Lithuanian Road Administration (Lietuvos automobilių kelių direkcija) beaufsichtigt wird. Die Gesamtlänge des betreuten Streckennetzes beträgt etwa 21.200 km und setzt sich aus Fernstraßen (sprich Autobahnen und autobahnähnliche Straßen) sowie National- und Regionalstraßen zusammen. Der Hauptsitz des am 1. November 2017 gegründeten Unternehmens mit rund 2.600 Mitarbeitern befindet sich in Kaunas.

## Vorgängerunternehmen
Das Unternehmen Kelių priežiūra entstand aus der Vereinigung von elf staatlichen Vorgängerunternehmen. Grund für die Neuordnung und Vereinigung war in erster Linie die Bekämpfung von Korruption und Intransparenz bei der Verwendung der zugeteilten finanziellen Mittel. Es wurden folgende Vorgängerunternehmen vereinigt:
- Kauno regiono keliai
- Alytaus regiono keliai
- Klaipėdos regiono keliai
- Marijampolės regiono keliai
- Panevėžio regiono keliai
- Šiaulių regiono keliai
- Tauragės regiono keliai
- Telšių regiono keliai
- Utenos regiono keliai
- Vilniaus regiono keliai
- Automagistralė